# خورشیدگرفتگی ۲۸ فوریه ۲۰۶۳
خورشیدگرفتگی ۲۸ فوریه ۲۰۶۳ (به انگلیسی: Solar eclipse of February 28, 2063) یک خورشیدگرفتگی از نوع خورشیدگرفتگی حلقه‌ای است. این خورشیدگرفتگی در تاریخ ۲۸ فوریه ۲۰۶۳ میلادی (‎۱۰ اسفند ۱۴۴۱ خورشیدی) روی خواهد داد که زمان اوج آن، ساعت ۷:۴۳:۳۰ به‌وقت ساعت هماهنگ جهانی است. مدت زمان و طول این خورشیدگرفتگی ۷ دقیقه و ۴۱ ثانیه خواهد بود.